# Andamangråfågel
Andamangråfågel (Coracina dobsoni) är en fågel i familjen gråfåglar som enbart förekommer i indiska ögruppen Andamanöarna.

## Utseende
Andamangråfågeln är en 26 cm lång mörkgrå fågel med tvärbandad undersida. Hanen är grå på strupe och bröst och tätt tvärbandad på den ljusa buken. Honan är tvärbandad på hela undersidan, olikt den lokala formen av orientgråfågel, som dessutom är större, mörkare ovan och har karmosinröd ögoniris. Ungfågeln har rostbrun anstrykning på strupe och bröst.
Andamangråfågeln är även lik vitögd gråfågel (C. striata), som den tidigare behandlades som underart till. Den skiljer sig från denna (utom underarterna guillemardi och panayensis) genom mycket smalare tvärbandning undertill, rött istället för vitt öga, längre stjärt och längre ögonmask som täcker örontäckarna helt.

## Utbredning och systematik
Fågeln återfinns endast i ögruppen Andamanöarna öster om Bengaliska viken. Tidigare behandlades den som underart till vitögd gråfågel (C. striata), men urskiljs numera vanligen som egen art.

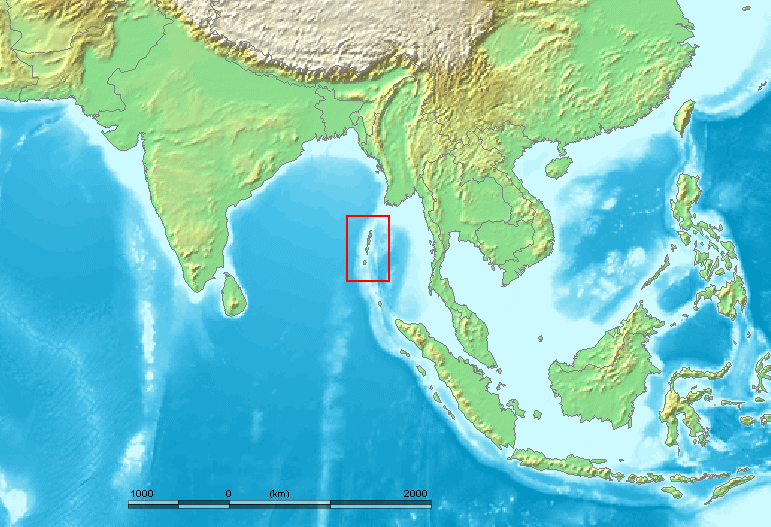
Fågeln är endemisk för Andamanöarna öster om Bengaliska viken.

## Status och hot
Andamangråfågeln har ett begränsat utbredningsområde och tros dessutom minska i antal på grund av habitatförstörelse. Internationella naturvårdsunionen IUCN kategoriserar den därför som nära hotad. Världspopulationen uppskattas till mellan 2500 och 10000 vuxna individer.

## Namn
Fågelns vetenskapliga artnamn hedrar Surgeon-Maj. George Edward Dobson (1848-1895), läkare i British Army men även zoolog och pionjär inom fotografi.